# Liga Democrática del Pueblo Finlandés
La Liga Democrática del Pueblo Finlandés (SKDL por sus siglas en finés) fue un partido político de Finlandia durante el siglo XX de ideología comunista. Fue creado en 1944, cuando las leyes anticomunistas en Finlandia fueron abolidas debido a las demandas de la Unión Soviética, y se disolvió en 1990, cuando se refundó como la Alianza de la Izquierda. Durante ese tiempo, el SKDL fue uno de los mayores partidos comunistas de Europa occidental, junto con los partidos italiano, francés, español, portugués y griego.
Durante su existencia, el SKDL participó en varios gobiernos. El primer ministro comunista de Finlandia fue Yrjö Leino, que asumió la cartera de Interior entre 1946 y 1948. Tras las elecciones de 1945, formó gobierno con los socialdemócratas y los partidos de centro y, en 1946, Mauno Pekkala fue nombrado primer ministro. Pekkala lideró el gobierno hasta 1948, cuando no volvería a participar en más coaliciones hasta 1966. En 1966 volvió a formar gobierno junto al Partido Socialdemócrata de Finlandia y el Partido del Centro. El partido dejó el gobierno en 1971 pero regresó en 1975 y se mantuvo hasta 1982. Desde ese año hasta su disolución no volvería a formar parte de ningún gobierno.
En 1984, la elección de Aalto como líder del partido supuso un giro hacia posturas más reformistas y en 1985 se expulsó al sector estanilista. La Unión Soviética retiró la ayuda financiera al partido, lo que afectó al partido debido a la gran dependencia económica de este país. En 1986 se reafirmó el giro revisionista del partido, lo que desembocó en la salida de una parte de sus miembros, que fundaron la prosoviética Alternativa Democrática.
A finales de la década de los 80, el cada vez menor peso electoral del partido y las políticas de la Perestroika que le restaron cada vez mayor influencia llevaron a la búsqueda de alianzas con otros partidos de izquierda. En 1990, el SKDL y otros partidos menores se refundaron en la Alianza de la Izquierda. 

## Resultados electorales

### Parlamento de Finlandia
| Elección | Votos        | Votos  | Escaños | Escaños     | Resultado                         |
| Elección | N°           | %      | N°      | +/-         | Resultado                         |
| -------- | ------------ | ------ | ------- | ----------- | --------------------------------- |
| 1945     | 398.618 (#2) | 23,47% | 49/200  | Nuevo       | Gobierno de coalición (1945–1946) |
| 1945     | 398.618 (#2) | 23,47% | 49/200  | Nuevo       | Líder del gobierno (1946-1948)    |
| 1948     | 375.538 (#3) | 19,98% | 38/200  | 11          | Oposición                         |
| 1951     | 391.134 (#3) | 21,58% | 43/200  | 5           | Oposición                         |
| 1954     | 433.251 (#3) | 21,57% | 43/200  | Sin cambios | Oposición                         |
| 1958     | 450.220 (#1) | 23,16% | 50/200  | 7           | Oposición                         |
| 1962     | 506.829 (#2) | 22,02% | 47/200  | 3           | Oposición                         |
| 1966     | 502.374 (#3) | 21,20% | 41/200  | 6           | Gobierno de coalición             |
| 1970     | 420.556 (#4) | 16,58% | 36/200  | 5           | Gobierno de coalición (1970–1971) |
| 1970     | 420.556 (#4) | 16,58% | 36/200  | 5           | Oposición (1971-1972)             |
| 1972     | 438.757 (#3) | 17,02% | 37/200  | 1           | Oposición                         |
| 1975     | 519.483 (#2) | 18,90% | 40/200  | 3           | Gobierno de coalición (1975–1976) |
| 1975     | 519.483 (#2) | 18,90% | 40/200  | 3           | Oposición (1976-1977)             |
| 1975     | 519.483 (#2) | 18,90% | 40/200  | 3           | Gobierno de coalición (1977–1979) |
| 1979     | 518.045 (#3) | 17,90% | 35/200  | 5           | Gobierno de coalición (1979–1982) |
| 1979     | 518.045 (#3) | 17,90% | 35/200  | 5           | Oposición (1982-1983)             |
| 1983     | 400.930 (#4) | 13,46% | 26/200  | 9           | Oposición                         |
| 1987     | 270.433 (#4) | 9,39%  | 16/200  | 10          | Oposición                         |